# Pilomecyna grisescens
Pilomecyna grisescens är en skalbaggsart som beskrevs av Stefan von Breuning 1980. Pilomecyna grisescens ingår i släktet Pilomecyna och familjen långhorningar.
Artens utbredningsområde är Madagaskar. Inga underarter finns listade i Catalogue of Life.